# Mrémani
Mrémani je maleni gradić na otoku Anjouan na Komorima. To je 25. grad po veličini na Komorima i 18. na Anojuanu.